# NGR 4-6-2T (Hunslet)
Die von Hunslet für die Natal Government Railways (NGR) gebauten 4-6-2T-Lokomotiven waren die ersten 610-mm-Schmalspurlokomotiven in Natal. 
Die Tenderlokomotiven wurden für die Strecke zwischen Estcourt und Weenen gebaut. Hunslet lieferte 1907 zwei Exemplare nach einem Entwurf von D. A. Hendrie, dem leitenden Maschineningenieur der NGR.
Die Achsfolge der Lokomotiven war 2'C1' (englisch 4-6-2T), sie hatten also ein führendes Drehgestell, drei Kuppelachsen und eine Nachlaufachse. Die Kuppelachsen waren in einem außenliegenden Plattenrahmen gelagert, und die ebenfalls außenliegenden Zylinder arbeiteten auf Kurbelwangen. Die Steuerung war in der Bauart Walschaerts ausgeführt, und für die Nassdampflokomotiven waren Flachschieber ausreichend.
Die seitlichen Wasserkästen reichten über die gesamte Länge des Kessels einschließlich der Rauchkammer; der Kohlenvorrat war vor dem Führerhaus untergebracht. Dieses war hinten und an den Seiten offen, die einzigen Scheiben waren zwei runde „Bullaugen“ auf der Vorderseite.
Nachdem die Natal Government Railway in den neugegründeten South African Railways (SAR) aufgegangen war, erhielten die Lokomotiven die Nummern NG 1 und 2. (NG steht für Narrow Gauge). Weil die Schmalspurlokomotiven der SAR erst gegen Ende der 1920er Jahre klassifiziert wurden und die Lokomotiven bereits 1915 ausgemustert worden waren, erhielten sie keine Klassenbezeichnung mehr. 
Nach der Ausmusterung wurden die Lokomotiven nach Portugiesisch-Ostafrika (heute Mosambik) verkauft, wo sich ihre Spur verliert.
Auf der Konstruktion dieser Lokomotiven basierten zwei weitere, allerdings etwas schwerere und von anderen Herstellern gelieferte Klassen, die ebenfalls 1907 eingeführte 4-6-2T von Hawthorn Leslie (SAR Klasse NG 3) und die 1911 eingeführte SAR-Klasse NG 4 mit der gleichen Achsfolge. Zylinderabmessungen, Treibraddurchmesser, Kesseldruck und damit auch die rechnerische Zugkraft waren bei allen drei Bauarten gleich.